# Sylfik czarnoczuby
Sylfik czarnoczuby (Lophornis helenae) – gatunek małego ptaka z podrodziny paziaków w rodzinie kolibrowatych (Trochilidae). Występuje od południowego Meksyku po centralną Kostarykę. Nie jest zagrożony wyginięciem.

## Systematyka
Gatunek ten po raz pierwszy opisał w 1843 roku Adolphe Delattre, nadając mu nazwę Ornismya Helenæ. Jako miejsce typowe wskazał Vera Paz w Gwatemali. Obecnie gatunek zaliczany jest do rodzaju Lophornis. Nie wyróżnia się podgatunków.

## Zasięg występowania
Całkowity zasięg występowania (EOO, Extent of Occurrence) szacowany jest na 618 000 km², zaś obszar zajmowany na 254 000 km². Rozciąga się od południowego Meksyku, poprzez Gwatemalę, Belize, Honduras i Nikaraguę aż po centralną Kostarykę.

## Morfologia
Długość ciała wynosi 6,5–7 cm, masa ciała 2,6–2,8 g. Skrzydła mierzą 4 cm, ogon ok. 2,54 cm, dziób od nasady 1,5 cm. Czub, przód głowy, gardło i wydłużone pióra po jego bokach czarne. Wierzch głowy zielony. Dziób czerwony z czarnym końcem. Boki ciała zielonozłote, opalizujące, na białym brzuchu obecne plamy tej barwy. Pokrywy podogonowe pomarańczowe. Nogi różowoszare. Wierzch ciała ciemnozielony, przez kuper przechodzi w poprzek biały pas. Samica z wierzchu ciemniejsza, nie posiada czuba, gardło białe, boki głowy czarne.

## Ekologia i zachowanie
Behawior
Żywi się nektarem oraz stawonogami zbieranymi z liści i gałęzi. Głos stanowi, podobnie jak u innych kolibrów, wysoki, krótki dźwięk. Pieśń stanowi niewyraźne „tsuwee”.
Lęgi
Gatunek słabo poznany w kwestii lęgów. Gniazda znajdywano w marcu, mieściły się na końcu gałązki, ok. 8 metrów nad ziemią. Gniazdo w kształcie kubeczka, budulec stanowią starannie posplatane materiały roślinne. Przypuszczalnie umieszczone jest w pobliżu miejsc żerowania.

## Status zagrożenia
W Czerwonej księdze gatunków zagrożonych Międzynarodowej Unii Ochrony Przyrody sylfik czarnoczuby został zaliczony do kategorii najmniejszej troski (LC, Least Concern). W 2022 roku organizacja Partners in Flight szacowała liczebność populacji na poniżej 50 tysięcy dorosłych osobników. Trend liczebności populacji oceniany jest jako spadkowy.